# Pordanjan
Pordanjān (farsi پردنجان) è una città dell shahrestān di Farsan, circoscrizione Centrale, nella provincia di Chahar Mahal e Bakhtiari. Aveva, nel 2006, una popolazione di 7.370 abitanti. 